# Pflanzenchemie
Die Pflanzenchemie im naturwissenschaftlichen Sinn ist ein Teilbereich der Biochemie bzw. der Botanik, der sich mit der Erforschung der chemischen Inhaltsstoffe der Pflanzen durch Pflanzenanalyse befasst. Als solcher ist die Pflanzenchemie auch unter dem Begriff Phytochemie bekannt.

## Forschungsgeschichte
Die Anfänge der Pflanzenchemie gehen auf die botanischen und chemischen Untersuchungen und Extraktionsmethoden pflanzlicher Inhaltsstoffe im Hinblick auf ihre Anwendung als Arzneimittel zurück. Auch pflanzliche Farbstoffe wurden schon in der frühen Menschheitsgeschichte extrahiert und verarbeitet. Ende des 17. Jahrhunderts begann die planmäßige Erforschung der Inhaltsstoffe der Pflanzen und zwischen 1680 und 1710 die planmäßige Ausführung der ersten systematischen Pflanzenanalysen an der 1666 gegründeten Académie royale des sciences in Paris. Das Methodenrepertoire umfasste neben dem Auspressen des Saftes das Extrahieren der Stoffe durch Lösungsmittel und  Destillation mittels Hitze. Auch die alchemistische „Brennmethode“ der Veraschung war Grundlage der ersten systematischen Pflanzenanalysen. Diese Verfahren gestatteten eine Unterscheidung verschiedener Destillationsprodukte, wie Salze, geistige Essenzen und Öle. Daneben wurden Versuche zur Bestimmung des Gewichtes, der Dichte und des Gehaltes der verschiedenen Analysenfraktionen durchgeführt. 1784 wurde der Chemiker Antoine Laurent de Lavoisier Präsident der Akademie. Er gilt als einer der Begründer der Pflanzenchemie als eigenständiger Disziplin.
Wichtige Fortschritte auf dem Gebiet der Pflanzenchemie wurden durch die Arbeiten Justus von Liebigs gemacht. Liebigs Erlanger Dissertation von 1823 trägt den Titel Über das Verhältnis der Mineralchemie zur Pflanzenchemie. In Justus Liebigs Annalen der Chemie wurden wichtige Arbeiten zur Begründung der Organischen Chemie veröffentlicht. Die in Lebewesen ablaufenden Stoffwechselprozesse werden heute in der Biochemie behandelt, die auf der Organischen Chemie beruht. Daher gibt es weitgehende Überschneidungen der Pflanzenchemie mit der Biochemie der Pflanzen und der Pflanzenphysiologie.